# Premiul BAFTA pentru cel mai bun regizor
Premiul BAFTA pentru cel mai bun regizor este un premiu anual acordat în cadrul galei premiilor BAFTA (British Academy of Film and Television Arts).

## Premiul BAFTA pentru cel mai bun regizor
| An   | Regizor               | Film                                              | Titul original                                    |
| ---- | --------------------- | ------------------------------------------------- | ------------------------------------------------- |
| 2024 | Brady Corbet          | Brutalistul                                       | The Brutalist                                     |
| 2023 | Christopher Nolan     | Oppenheimer                                       | Oppenheimer                                       |
| 2022 | Edward Berger         | Nimic nou pe frontul de vest                      | Im Westen nichts Neues                            |
| 2021 | Jane Campion          | În ghearele câinilor                              | The Power of the Dog                              |
| 2020 | Chloé Zhao            | Ținutul nomazilor                                 | Nomadland                                         |
| 2019 | Sam Mendes            | 1917                                              | 1917                                              |
| 2018 | Alfonso Cuarón        | Roma                                              | Roma                                              |
| 2017 | Guillermo del Toro    | The Shape of Water                                | The Shape of Water                                |
| 2016 | Damien Chazelle       | La La Land                                        | La La Land                                        |
| 2015 | Alejandro G. Iñárritu | The Revenant: Legenda lui Hugh Glass              | The Revenant                                      |
| 2014 | Richard Linklater     | Boyhood                                           | Boyhood                                           |
| 2013 | Alfonso Cuarón        | Gravity                                           | Gravity                                           |
| 2012 | Ben Affleck           | Argo                                              | Argo                                              |
| 2011 | Michel Hazanavicius   | Artistul                                          | The Artist                                        |
| 2010 | David Fincher         | Rețeaua de socializare                            | The Social Network                                |
| 2009 | Kathryn Bigelow       | The Hurt Locker                                   | The Hurt Locker                                   |
| 2008 | Danny Boyle           | Vagabondul milionar                               | Slumdog Millionaire                               |
| 2007 | Joel și Ethan Coen    | Nu există țară pentru bătrâni                     | No Country for Old Men                            |
| 2006 | Paul Greengrass       | United 93                                         | United 93                                         |
| 2005 | Ang Lee               | Brokeback Mountain                                | Brokeback Mountain                                |
| 2004 | Mike Leigh            | Vera Drake                                        | Vera Drake                                        |
| 2003 | Peter Weir            | Master and Commander: The Far Side of the World   | Master and Commander: The Far Side of the World   |
| 2002 | Roman Polański        | Pianistul                                         | The Pianist                                       |
| 2001 | Peter Jackson         | The Lord of the Rings: The Fellowship of the Ring | The Lord of the Rings: The Fellowship of the Ring |
| 2000 | Ang Lee               | Tigru și dragon                                   | Wo hu cang long                                   |
| 1999 | Pedro Almodóvar       | Totul despre mama mea                             | Todo sobre mi madre                               |
| 1998 | Peter Weir            | The Truman Show                                   | The Truman Show                                   |
| 1997 | Baz Luhrmann          | Romeo + Juliet                                    | Williams Shakespeare's Romeo + Juliet             |
| 1996 | Joel Coen             | Fargo                                             | Fargo                                             |
| 1995 | Michael Radford       | Il postino                                        | Il postino                                        |
| 1994 | Mike Newell           | Patru nunți și o înmormântare                     | Four Weddings and a Funeral                       |
| 1993 | Steven Spielberg      | Lista lui Schindler                               | Schindler's List                                  |
| 1992 | Robert Altman         | The Player                                        | The Player                                        |
| 1991 | Alan Parker           | The Commitments                                   | The Commitments                                   |
| 1990 | Martin Scorsese       | Băieți buni                                       | Goodfellas                                        |
| 1989 | Kenneth Branagh       | Henry V                                           | Henry V                                           |
| 1988 | Louis Malle           | Au revoir les enfants                             | Au revoir les enfants                             |
| 1987 | Oliver Stone          | Platoon                                           | Platoon                                           |
| 1986 | Woody Allen           | Hannah și surorile ei                             | Hannah and her Sisters                            |
| 1985 | Nu s-a acordat        | -------                                           | -------                                           |
| 1984 | Win Wenders           | Paris, Texas                                      | Paris, Texas                                      |
| 1983 | Bill Forsyth          | Local Hero                                        | Local Hero                                        |
| 1982 | Richard Attenborough  | Gandhi                                            | Gandhi                                            |
| 1981 | Louis Malle           | Atlantic City                                     | Atlantic City                                     |
| 1980 | Akira Kurosawa        | Kagemusha                                         | Kagemusha                                         |
| 1979 | Francis Ford Coppola  | Apocalypse Now                                    | Apocalypse Now                                    |
| 1978 | Alan Parker           | Midnight Express                                  | Midnight Express                                  |
| 1977 | Woody Allen           | Annie Hall                                        | Annie Hall                                        |
| 1976 | Miloš Forman          | Zbor deasupra unui cuib de cuci                   | One Flew Over the Cuckoo's Nest                   |
| 1975 | Stanley Kubrick       | Barry Lyndon                                      | Barry Lyndon                                      |
| 1974 | Roman Polański        | Chinatown                                         | Chinatown                                         |
| 1973 | François Truffaut     | O noapte americană                                | La nuit américaine                                |
| 1972 | Bob Fosse             | Cabaret                                           | Cabaret                                           |
| 1971 | Louis Malle           | Sunday, Bloody Sunday                             | Sunday, Bloody Sunday                             |
| 1970 | George Roy Hill       | Butch Cassidy and the Sundance Kid                | Butch Cassidy and the Sundance Kid                |
| 1969 | John Schlesinger      | Midnight Cowboy                                   | Midnight Cowboy                                   |
| 1968 | Mike Nichols          | Absolventul                                       | The Graduate                                      |